# Gaudenzio Bernasconi
Gaudenzio Bernasconi (Ponte San Pietro, Italia; 8 de agosto de 1932-Bérgamo, Italia; 10 de enero de 2023) fue un futbolista y entrenador de fútbol de Italia que jugaba en las posiciones de defensa y centrocampista.

## Carrera

### Club
| Periodo   | Club                |
| --------- | ------------------- |
| 1949–1952 | AC Ponte San Pietro |
| 1952–1954 | Atalanta BC         |
| 1954–1965 | UC Sampdoria        |
| 1965–1968 | SSD Jesina Calcio   |
| 1968–1970 | LMV Urbino 1921     |

### Selección nacional
Jugó para Italia en seis ocasiones entre 1956 y 1959 sin anotar goles.

### Entrenador
| Periodo   | Club              |
| --------- | ----------------- |
| 1966-1968 | SSD Jesina Calcio |
| 1968-1970 | AS Urbino Calcio  |
| 1971-1972 | Foligno Calcio    |
| 1978-1981 | USF Caratese      |
| 1988-1989 | Verdello Calcio   |